# Порто-Чезарео
Порто-Чезарео (італ. Porto Cesareo, сиц. Portu Cesareu) — муніципалітет в Італії, у регіоні Апулія,  провінція Лечче.
Порто-Чезарео розташоване на відстані близько 490 км на схід від Рима, 130 км на південний схід від Барі, 25 км на південний захід від Лечче.

Населення — 5930 осіб (2014).
Щорічний фестиваль відбувається 23 серпня. Покровитель — Beata Vergine Maria.

## Демографія
Населення за роками:

Станом на 1 січня 2023 року в муніципалітеті офіційно проживало 269 іноземців з 37 країн, серед них 100 громадян країн Євросоюзу.

## Сусідні муніципалітети
- Аветрана
- Мандурія
- Нардо

## Галерея зображень

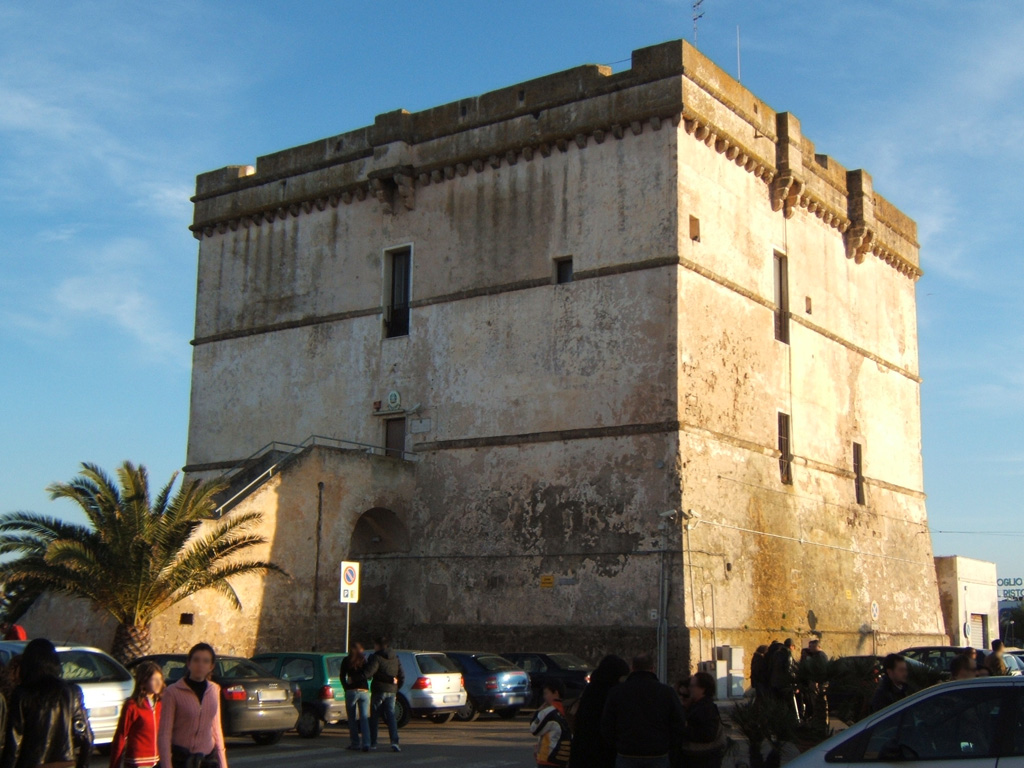
Torre Cesarea
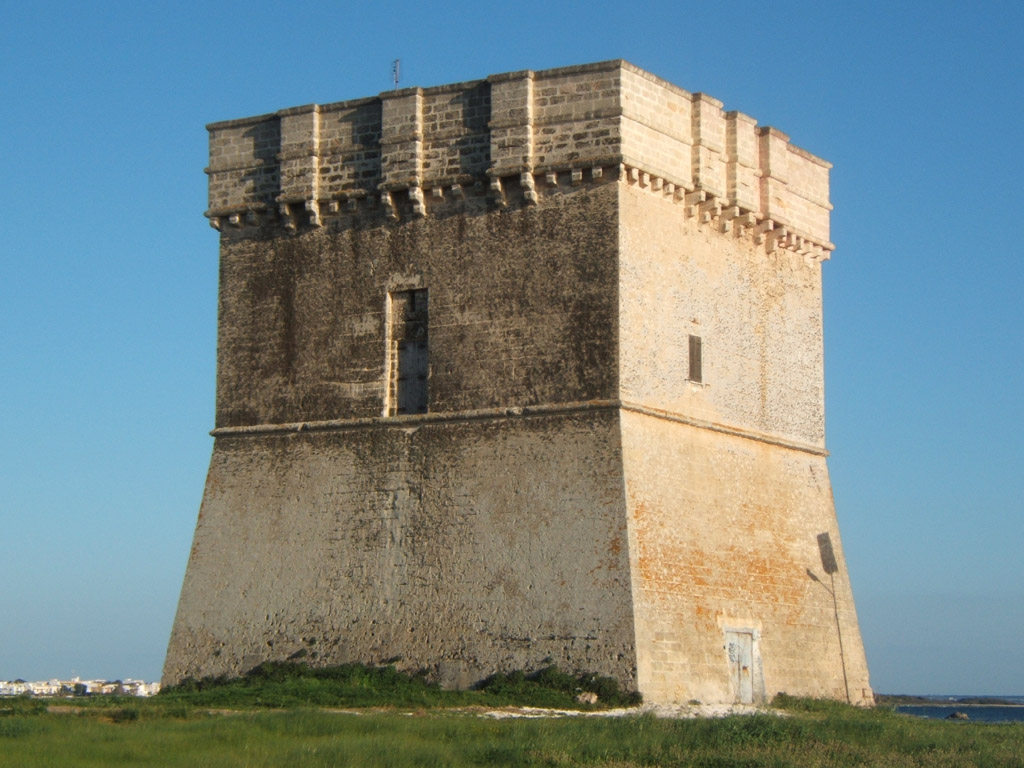
Torre Chianca
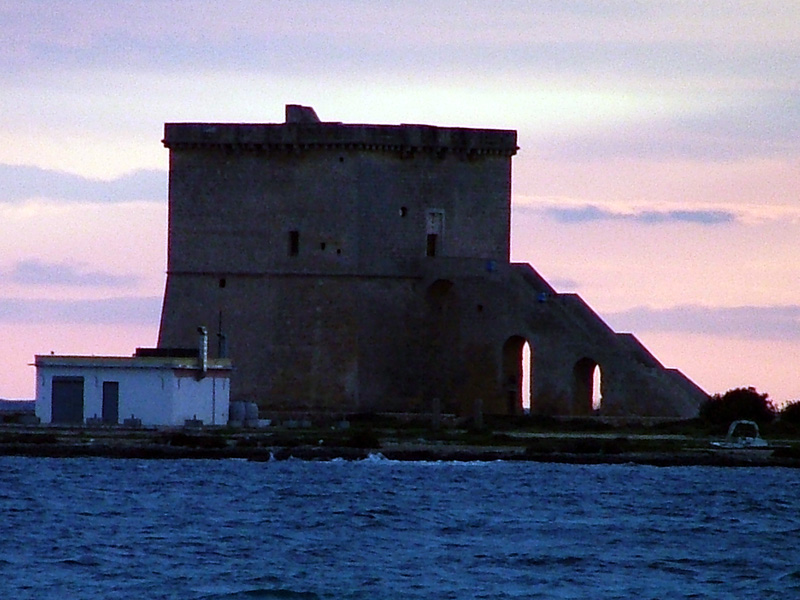
Torre Lapillo
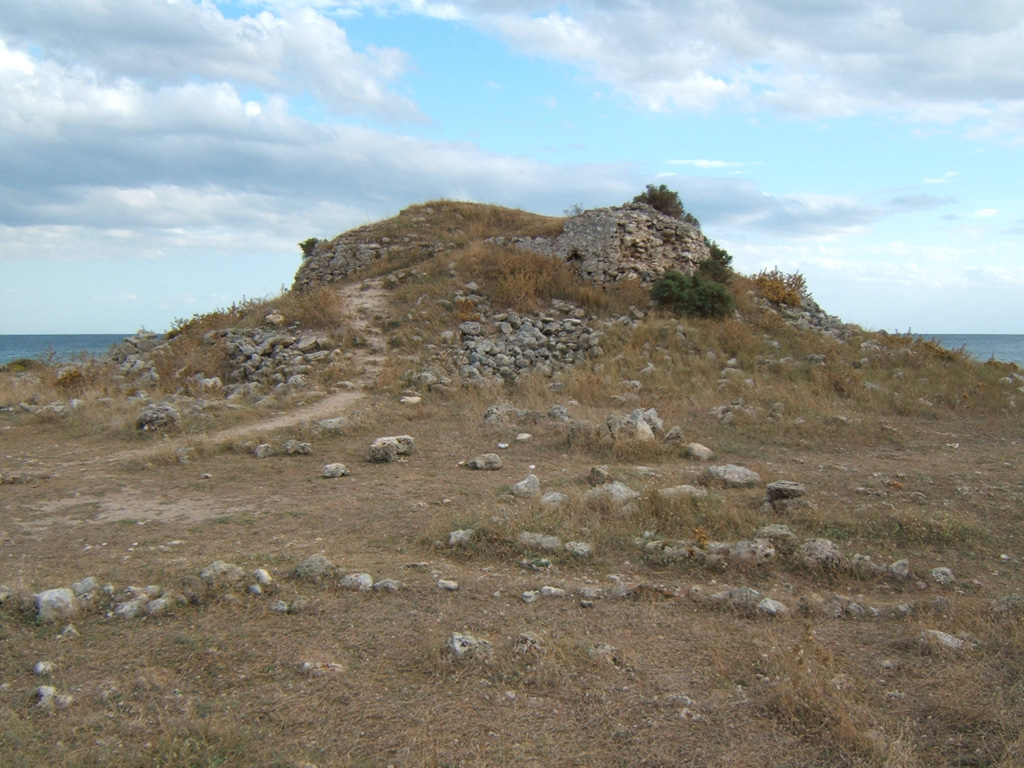
Torre Castiglione